# 大阪府咲洲廳舍
大阪府咲洲廳舍，又名宇宙塔（Cosmo Tower），是位於日本大阪市咲洲宇宙广场的一座摩天大樓，楼高256米，是大阪第三高樓、日本第六高樓，也是大阪湾岸的地标性建筑。大楼内除了作为大阪府部分部门的办公地之外，还设有各种商业及娱乐设施，其中52层（地上252米高处）设有360度观景台，在此可远眺淡路岛、明石海峽大橋以及神戶、大阪湾沿岸景色。

## 历史
前身为大阪世界貿易中心（大阪ワールドトレードセンタービルディング，又称大阪WTC），根据1988年大阪市提出的“科技港大阪”计划动工兴建，耗资1,193億日元。大楼于1995年竣工，适逢日本泡沫经济破灭，办公楼层大量闲置。 因此，大阪市政府将部分行政部门搬迁至此办公，使得大楼被称为“大阪市政府第二大楼”。2010年6月1日，大阪府以约80亿日元收购该大楼业权，并将其更名为大阪府咲洲廳舍。